# Polnische Minderheit in Litauen

Konzentration der polnischen Minderheit in Litauen

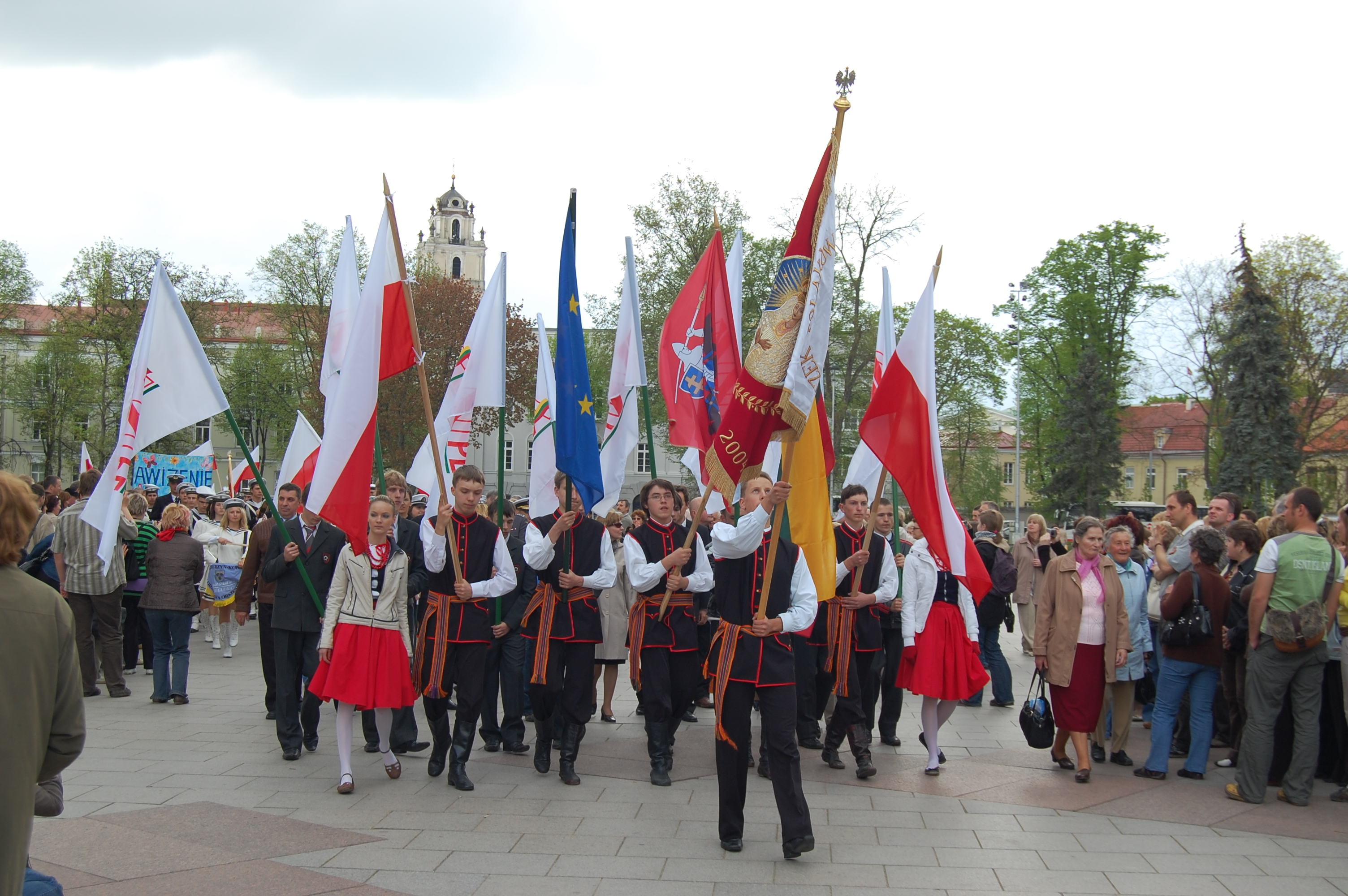
Polnische Parade in Vilnius

Die polnische Minderheit in Litauen (polnisch Polacy na Litwie) ist eine autochthone, seit Jahrhunderten dort ansässige Bevölkerungsgruppe und die größte Minderheit des baltischen Staates. Volkszählungen zufolge identifizierten sich im Jahr 2011 etwa 213.000 Einwohner Litauens als Polen, was einem prozentualen Anteil von etwa 6,6 % an der litauischen Gesamtbevölkerung entspricht. In einigen Bezirken stellen ethnische Polen bis heute die Mehrheit, so etwa in den Gemeinden Vilnius (poln. Wilno) und Šalčininkai (Soleczniki). Der polnische Dialekt in Litauen ist bekannt als litauisches Polnisch.
Von polnischer Seite wird immer wieder eine vermeintliche Diskriminierung der Minderheit kritisiert, und deren rechtliche Stellung ist häufig Anlass für Spannungen zwischen Polen und Litauen. Litauen hat bis heute die Europäische Charta der Regional- oder Minderheitensprachen weder ratifiziert noch unterzeichnet.

## Geschichte
Polnische Bevölkerungsgruppen sind seit mehreren Jahrhunderten in Litauen ansässig. Der starke Einfluss der polnischen Kultur in Litauen begann ab 1569 mit der Union von Lublin, in dem sich das Großfürstentum Litauen und das Königreich Polen, zuvor über eine Personalunion miteinander verbunden, zu einem gemeinsamen Staat, Polen-Litauen (Adelsrepublik oder I. Rzeczpospolita), zusammenschlossen. In der Folgezeit übernahmen große Teile des litauischen Adels mehr und mehr die polnische Kultur und Tradition. Auch Teile der litauischen Landbevölkerung ließen sich in einem über Jahrhunderte schleichendem Prozess polonisieren, hinzu kam die Niederlassung polnischer Siedler auf litauischem Gebiet. Als die polnisch-litauische Adelsrepublik im Zuge der Teilungen Ende des 18. Jahrhunderts zusammenbrach, war ein großer Teil des heutigen Litauen mehrheitlich polnischsprachig, darunter auch Vilnius und Kaunas, die heute zweitbevölkerungsreichste Stadt Litauens.
Das Polnische blieb auch in der Folgezeit in vielen Regionen Litauens die vorherrschende Sprache, Vilnius (polnisch Wilno), blieb ein bedeutendes, polnisches Kulturzentrum. An der dortigen Universität studierten etwa der polnische Freiheitskämpfer Joachim Lelewel oder der polnische Nationaldichter Adam Mickiewicz.
Deutsche Truppen besetzen 1916, während des Ersten Weltkrieges, kurzzeitig Litauen und führten dort eine Volkszählung durch. Diese ergab beispielsweise für die Stadt Vilnius einen polnischen Bevölkerungsanteil von über 50 %, 43,5 % Juden, viele davon ebenfalls polnischsprachig, und nur 2,6 % Litauer.

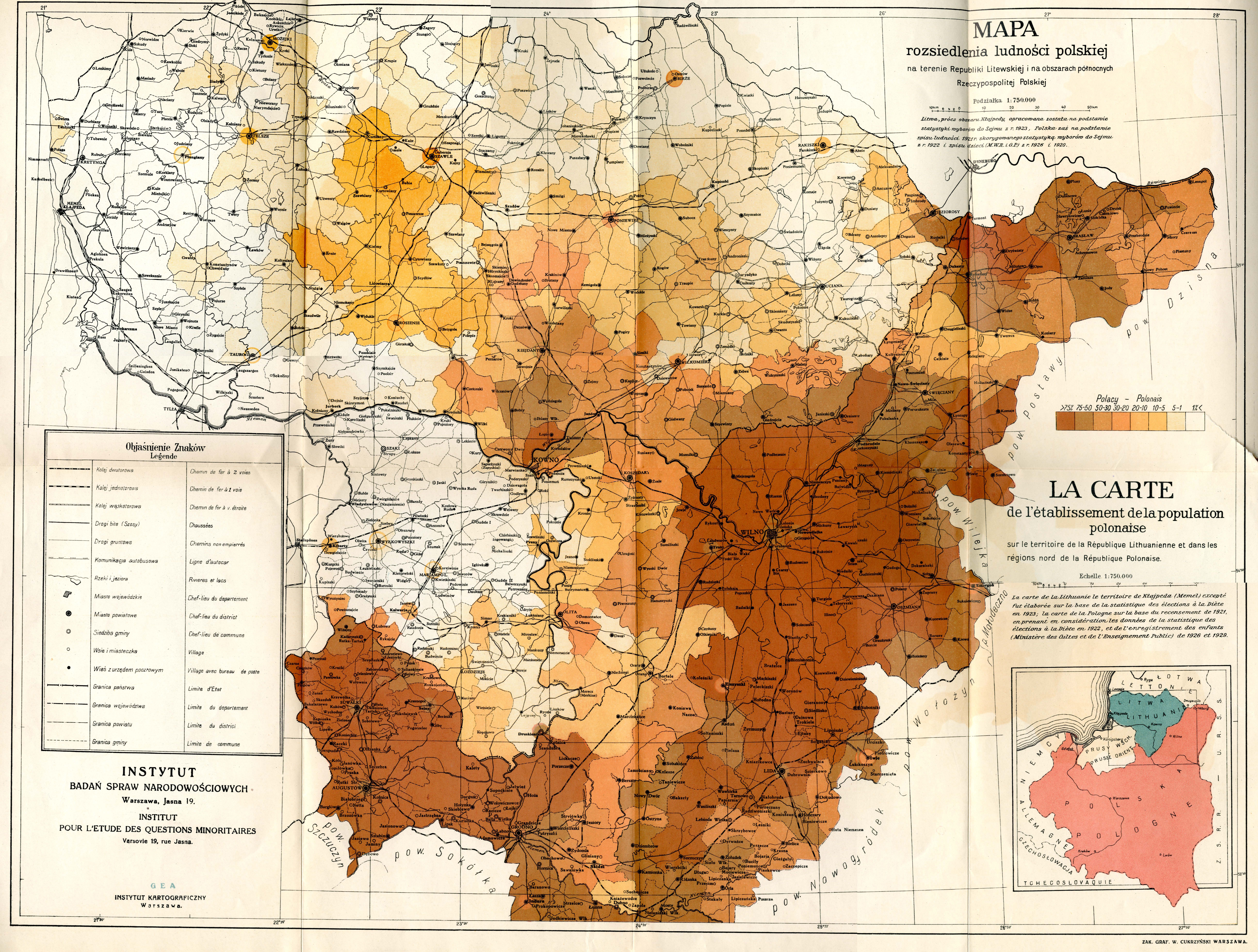
Die Verbreitung der polnischen Sprache in Litauen im Jahr 1929 nach einer zeitgenössischen polnischen Karte

Nach dem Ersten Weltkrieg wurden Polen und Litauen wieder unabhängige Staaten. Vilnius und andere mehrheitlich polnischsprachige Gebiete wurden damals dem litauischen Staat zugeschlagen. Bereits kurz danach kam es zum Polnisch-Litauischen Krieg, in dessen Folge Polen die Hauptstadt Vilnius und das proklamierte Litwa Środkowa annektierte.
Die auf litauischem Staatsgebiet verbliebene polnische Minderheit war indes teils schweren Diskriminierungen ausgesetzt. Die in der Zwischenkriegszeit von 1918 bis 1939 bestehende Zweite Polnische Republik verfolgte auf ihrem Staatsgebiet im Gegenzug ebenfalls eine teils restriktive Polonisierungspolitik gegenüber nichtpolnischen Minderheiten.
Ein polnischer Zensus aus dem Jahr 1931 ergab für die Stadt Vilnius einen polnischen Bevölkerungsanteil von fast 66 %, 28 % Juden und nur 0,8 % Litauern.
Nach dem Zweiten Weltkrieg musste Polen einen großen Teil seines östlichen Staatsgebiets an die Sowjetunion abtreten. Hunderttausende Polen wurden dabei im Zuge der Zwangsumsiedlung von Polen aus den ehemaligen polnischen Ostgebieten 1944–1946 vertrieben und ließen sich teilweise in den ehemaligen deutschen Ostgebieten nieder. Ein Teil "Mittellitauens" mit Vilnius war bereits 1939 Litauen (ab 1940: Litauischen Sowjetrepublik) zugeschlagen worden. Obwohl zahlenmäßig geschwächt, stellten Polen auch dort teilweise die Mehrheit. 1959 identifizierten sich 8,5 % der litauischen Gesamtbevölkerung als Polen. Die Regierung der Litauischen Sowjetrepublik versuchte mehrfach den Gebrauch der polnischen Sprache zu verbieten, wurde daran jedoch von der sowjetischen Zentralregierung in Moskau gehindert.
Mit dem Zerfall der Sowjetunion wurde Litauen wieder unabhängig, wobei die polnische Minderheit, auch aus Angst vor einer wieder aufkommenden „Litauisierungspolitik“, der Unabhängigkeit skeptisch gegenüberstand. In den 1990er Jahren gab es aktive Bewegungen für eine autonome Region der in Litauen lebenden Polen und vereinzelt auch sezessionistische Tendenzen. 1990 gründeten polnische Aktivisten eine „Nationale Territoriale Polnische Region“ und übten zeitweise die Kontrolle über größere Gebiete aus, die mehrheitlich von Polen bewohnt wurden. Diese de facto autonome Region wurde bis zum Augustputsch 1991 teilweise von Moskau unterstützt, von Litauen jedoch für illegal befunden. Sie wurde 1991 aufgelöst.

## Heutige Situation
Im unabhängigen Litauen stellen Polen heute knapp 7 % der Bevölkerung. In zwei Verwaltungseinheiten bilden Polen eine Mehrheit: in der Rajongemeinde Vilnius (52,1 %, poln. Wilno) und um Šalčininkai (77,8 %, Soleczniki). Bedeutende polnische Minderheiten gibt es außerdem in der Rajongemeinde Trakai (30,1 %, poln. Troki), in Švenčionys (26 %; poln. Święciany) und in der Hauptstadt Vilnius selbst (16,5 %).
Der polnische Dialekt in Litauen ist bekannt als Litauisches Polnisch. Die Universität Białystok unterhält in Vilnius auch eine Zweigstelle, an der Angehörige der polnischen Minderheit auf Polnisch studieren können. Es gibt mehrere polnischsprachige Zeitungen in Litauen, darunter den Kurier Wileński.
Nach wie vor wird von polnischer Seite immer wieder eine Diskriminierung der Minderheit kritisiert. 2008 veröffentlichte der Dachverband der polnischen Organisationen in Litauen einen offenen Brief, in dem er auf eine systematische Diskriminierung der polnischen Minderheit hinwies und einen besseren Umgang mit Minderheiten in Litauen forderte. Nachnamen nicht-litauischer Herkunft müssen in Pässen „litauisiert“ werden. Dies betrifft neben der polnischen insbesondere auch die russische Minderheit Litauens.
Die polnische Sprache verfügt trotz der zahlenmäßig starken Minderheit über keine offizielle Stellung in Litauen. Es ist nicht erlaubt, zweisprachige Straßenschilder oder Ladenbeschriftungen anzubringen. So wurde 2014 ein Regionalpolitiker zu einer Strafe von rund 12.500 Euro verurteilt, nachdem er es zugelassen hatte, dass in einer mehrheitlich polnischsprachigen Ortschaft zweisprachige Straßenschilder angebracht wurden.
Mit Polonija Wilno gab es bis 2014 einen bekannten litauischen Fußballverein, der sich als Vertretung der polnischen Minderheit sah. Mit der „Wahlaktion der Polen Litauens“ gibt es zudem eine eigene Partei der Minderheit, die mit knapp 6 % der Stimmen bei der Wahl 2012 auch im Parlament vertreten ist. Sie arbeitet seit einigen Jahren mit der von Sergej Dmitrijew geführten Partei der russischen Minderheit zusammen.

## Bekannte Angehörige der Minderheit

### Sportler
- Włodzimierz Jankowski (* 1903), Radrennfahrer
- Józef Jurgielewicz (* 1947), Fußballspieler
- Waldemar Nowicki (* 1956), Handballspieler
- Darjuš Lavrinovič (* 1979), Basketballspieler
- Kšyštof Lavrinovič (* 1979), Basketballspieler
- Karol Dąbrowski (* 1991), Biathlet
- Robert Tworogal (* 1994), Gerätturnen
- Dominika Baniewicz (* 2007), Breakdancerin

### Musiker
- Ewelina Saszenko (* 1987), Sängerin
- Katarzyna Niemyćko, Sängerin

### Politiker
- Zbigniew Balcewicz (* 1946), Politiker
- Renata Cytacka (* 1975), Vizeministerin für Energie
- Zbigniew Jedziński (* 1959), Politiker
- Jarosław Kamiński (* 1965), Politiker
- Władysław Kondratowicz (* 1972), Politiker
- Wanda Krawczonok (* 1969), Politikerin
- Józef Kwiatkowski (* 1939), Politiker
- Michał Mackiewicz (* 1953), Politiker
- Beata Maliušicka (* 1974), Vizeministerin für Innen
- Gabriel Jan Mincewicz (1938–2016), Politiker
- Jarosław Narkiewicz (* 1962), Verkehrsminister und Seimas-Mitglied
- Jarosław Niewierowicz (* 1976), Diplomat, Vizeminister für Außen (2006–2008) und Energieminister (2012–2014)
- Zdzisław Palewicz (* 1961), Politiker
- Leokadia Poczykowska (* 1955), Politikerin
- Marija Rekst (* 1956), Politikerin
- Józef Rybak (* 1960), Politiker
- Zbigniew Siemienowicz (* 1958), Politiker
- Jan Sienkiewic (* 1956), Politiker
- Karol Śnieżko (* 1940), Politiker
- Leonard Talmont (* 1956), Politiker
- Rita Tamašunienė (* 1973), Innenministerin und Seimas-Mitglied
- Edita Tamošiūnaitė (* 1976), Vizeministerin der Bildung und Wissenschaft, Vizebürgermeisterin von Vilnius
- Valdemaras Tomaševskis (* 1965), Europaparlamentsmitglied
- Edward Trusewicz (* 1979), Politiker

Juristen-Politiker
- Czesław Olszewski (* 1961), Verwaltungsjurist, Vizechef von Bezirk Vilnius und Vizebürgermeister der Rajongemeinde Vilnius
- Antonis Mikulskis (* 1961), Polizist, FNTT-Leiter und Innendienst-General
- Czesław Okińczyc (* 1955), Wirtschaftsjurist, Rechtsanwalt und Politiker, Seimas-Mitglied
- Vladimiras Volčiok (* 1963), Seimas-Mitglied

### Juristen
- Franciszek Malewski (1800–1870), Philomath, Matrikant von Litauischen Matrikel